# Visite de Richard Nixon en Chine en 1972

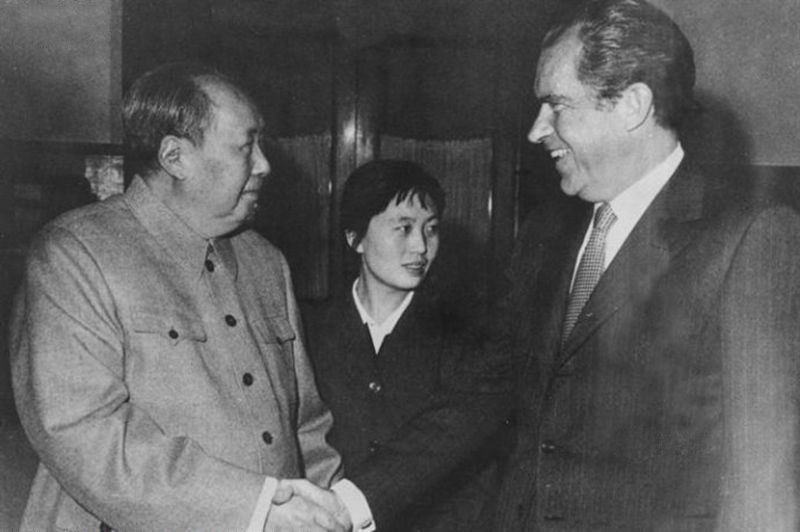
Mao Zedong, Zhang Yufeng et Richard Nixon.

La visite de Richard Nixon en Chine en 1972 fut une étape importante dans le processus de normalisation des relations diplomatiques entre les États-Unis et la république populaire de Chine. Il constitue la première visite d'un président des États-Unis dans ce pays, qui considérait alors les États-Unis comme l'un de ses principaux adversaires.
Cette visite est devenue une métaphore en anglais pour parler d'une action inhabituelle ou imprévue d'une personnalité politique. Il s'agit également d'un cas d'école en matière de realpolitik.

## La visite

### Historique
L'amélioration de relations avec l'Union soviétique et avec la république populaire de Chine sont souvent cités comme les plus grandes réussites diplomatiques de la présidence de Richard Nixon. Dans les années suivant la Seconde Guerre mondiale, les Américains virent la détérioration des relations entre les États-Unis et l'Union soviétique, la consolidation des États communistes par les Russes sur une grande partie de l'Europe de l'Est, et la Chine sur le bord du communisme. Beaucoup d'Américains croyaient que les communistes pourraient causer la fermeture des écoles et des syndicats. L'une des principales raisons qui firent que Richard Nixon devint le vice-président sur le « ticket Eisenhower » en 1952 était sa forte position anti-communiste. Malgré cela, en 1972, Nixon devint le premier président américain à visiter la Chine.

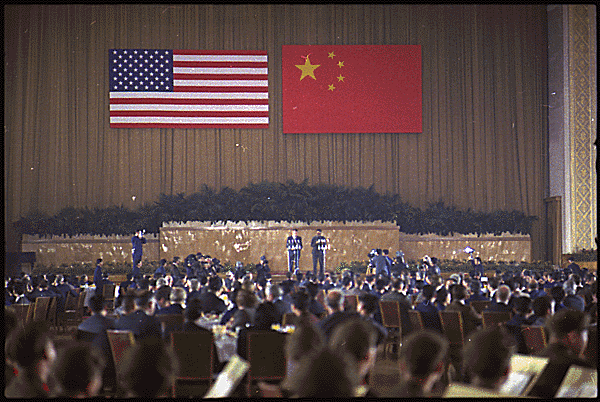
Discours de Richard Nixon et de Zhou Enlai lors d'un banquet.

### Préparation
Le rapprochement sino-américain débuta en 1969 par l'intermédiaire du général Muhammad Yahya Khan, président du Pakistan. Celui-ci, allié des États-Unis, était confronté à la montée du mouvement indépendantiste du Pakistan oriental (futur Bangladesh) et cherchait le soutien de la Chine contre l'Inde, favorable aux séparatistes bengalis. En juillet 1971, lors d'un voyage au Pakistan, Henry Kissinger, conseiller à la sécurité nationale pour Nixon, se rendit secrètement à Pékin pour rencontrer Zhou Enlai et jeta les bases pour la visite de Nixon en Chine.

### Rencontre

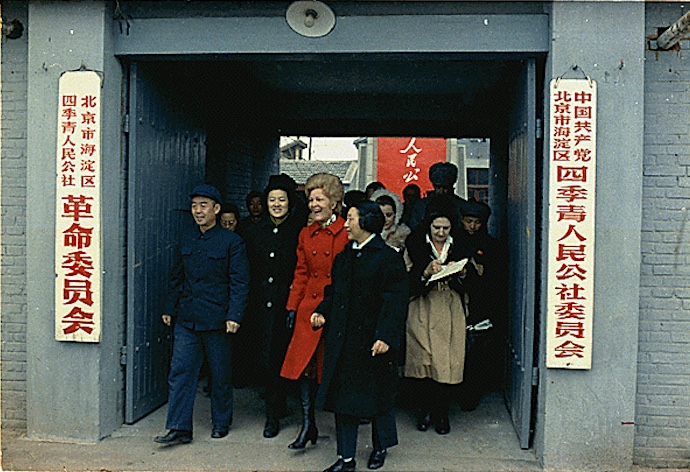
La Première dame américaine Pat Nixon, à Pékin, le 23 février 1972.

La visite eut lieu du 21 au 28 février 1972. À l'arrivée du président américain à Pékin à bord du VC-137C SAM 26000, il fut convié à une rencontre avec Mao Zedong, alors inconnu des Américains. Le président chinois avait été malade neuf jours plus tôt, mais se sentait suffisamment fort pour rencontrer Nixon.
Le secrétaire d'État William P. Rogers fut exclu de la rencontre, et le seul autre américain présent était le membre du personnel du Conseil de sécurité nationale, et futur ambassadeur des États-Unis en Chine, Winston Lord. Pour éviter d'embarrasser Rogers, Lord fut retiré a posteriori de toutes les photographies officielles de la rencontre.
Nixon a tenu de nombreuses rencontres avec le premier ministre chinois Zhou Enlai au cours du voyage, qui comporta la visite de la Grande Muraille, de Hangzhou et de Shanghai. À la fin de son voyage, les gouvernements des États-Unis et de la Chine diffusèrent le communiqué de Shanghai (en), une déclaration de leurs points de vue sur la politique étrangère. Ce document restera la base des relations bilatérales entre les États-Unis et la Chine pendant de nombreuses années.
Kissinger déclara lors de la visite que les États-Unis avaient l'intention de retirer toutes leurs forces de l'île de Taïwan, ce qui conduisit entre autres à l'arrêt des activités de reconnaissance du Black Cat Squadron taïwanais. Dans le communiqué, les deux nations s'engagèrent à travailler à la normalisation complète de leurs relations diplomatiques.

### Résultats
Les États-Unis reconnurent l'opinion des Chinois des deux Chines, communiste et démocratique, soutenant l'existence d'une seule Chine. Nixon et le gouvernement des États-Unis réaffirmèrent leur intérêt à un règlement pacifique de la question de Taïwan et la Chine accepta. La déclaration concernant le statut politique de Taïwan permit aux États-Unis et à la république populaire de Chine de mettre temporairement de côté « la question cruciale entravant la normalisation des relations » et l'ouverture des échanges commerciaux et autres contacts entre les deux pays. Toutefois, les États-Unis ont continué à entretenir des relations officielles avec le gouvernement de la république de Chine à Taïwan jusqu'au début du mois de janvier 1979, moment aù les États-Unis rompirent les relations avec la république de Chine, fermèrent le United States Taiwan Defense Command, et établirent des relations diplomatiques complètes avec la république populaire de Chine.
Après sa visite, Nixon parla de cette visite et sur ce que cela signifiait pour les deux pays dans l'avenir : « Ce fut la semaine qui a changé le monde, parce que ce que nous avons dit dans ce communiqué n'est presque pas aussi important que ce que nous ferons dans les années à venir pour construire un pont au-dessus de 16 000 miles et 22 ans d'hostilités, qui nous ont divisés dans le passé. Et ce que nous avons dit aujourd'hui, c'est que nous allons construire ce pont. »
Richard Nixon a écrit de nombreux livres sur ses interventions internationales. Beyond Peace est le dernier de ses volumes depuis la fin de sa carrière, et il a abordé la nécessité pour les États-Unis de battre la concurrence dans un monde transformé par l'effondrement du bloc Communiste.

### Conséquences
Max Frankel du New York Times a reçu le prix Pulitzer pour les rapports internationaux pour sa couverture de l'événement.
La visite a été l'inspiration de l'opéra de John Adams en 1987, Nixon in China.